# Marcela Gándara

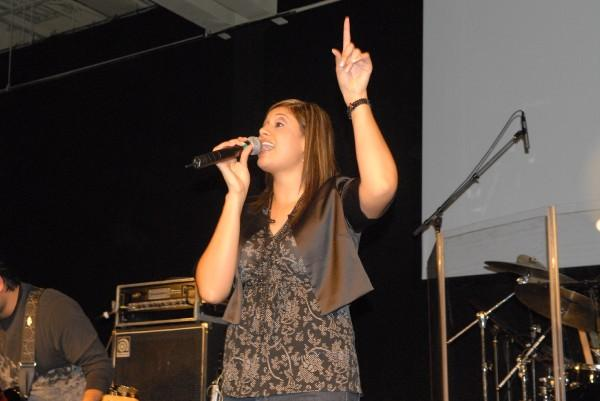
Marcela Gandara em apresentação - 2012.

Marcela Fernández de Gándara mais conhecida por Marcela Gándara (Ciudad Juárez, 24 de agosto de 1983) é uma cantora e compositora mexicana de música gospel.

## Biografia
Marcela iniciou muito cedo seu ministério no louvor, ainda criança cantava na igreja onde frequentava em Ciudad Juárez no México. Com 18 anos participou de um seminário onde descobriu sua verdadeira paixão pela música e desde então começou a investir em sua carreira como cantora cristã. Em um dos encontros em sua igreja, Gándara conheceu o cantor Jesús Adrián Romero o que tornou possível realizar participações em conjunto. Em 2006 lançou o álbum Más que un anheloproduzido por Kiko Cibrián de composições escritos por Jesús Adrián Romero. Logo no ano seguinte lançou seu novo trabalho Digno es el Señor em 2008 e Marcela Gándara ao vivo  álbum gravado no Panamá em 2009. Ao longo de sua carreira Marcela recebeu inúmeros prêmios e indicações pelo seu trabalho musical. Em 2018 Ford Motor Company entrega-lhe o prêmio de reconhecimento pelo trabalho social desenvolvido no méxico ao longo do tempo.

### Vida Pessoal
Em 31 de julho de 2012 casou-se com o diretor executivo Bryce Manderfield

## Prêmios e Indicações
| Ano  | Prêmio       | Categoria                        | Indicação                                                                      | Resultado  |
| ---- | ------------ | -------------------------------- | ------------------------------------------------------------------------------ | ---------- |
| 2007 | Premios Arpa | Melhor álbum Vocal               | Más que un anhelo                                                              | Indicada   |
| 2007 | Premios Arpa | Lançamento do ano                | Más que un anhelo                                                              | Ganhadora  |
| 2007 | Premios Arpa | Álbum do ano                     | Más que un anhelo                                                              | Indicada   |
| 2013 | Premios Arpa | Melhor álbum vocal feminino      | Marcela Gándara Live                                                           | Ganhadora  |
| 2007 | Prêmios AMCL | Qualidade sonora de álbum do ano | Más que un anhelo                                                              | Indicada   |
| 2007 | Prêmios AMCL | Composição do ano                | Supe que me amabas                                                             | Indicada   |
| 2007 | Prêmios AMCL | Artista revelação do ano         | Marcela Gándara                                                                | Ganhadora  |
| 2007 | Prêmios AMCL | Canção revelação do ano          | Marcela Gándara                                                                | Ganhadora  |
| 2007 | Prêmios AMCL | Álbum revelação do ano           | Más que un anhelo                                                              | Ganhadora  |
| 2007 | Prêmios AMCL | Designer Gráfico de capa do ano  | Más que un anhelo                                                              | Indicada   |
| 2008 | Prêmios AMCL | Álbum de Natal do ano            | Navidad con Vástago                                                            | Ganhadora* |
| 2009 | Prêmios AMCL | Artista do ano                   | Marcela Gándara                                                                | Indicada   |
| 2009 | Prêmios AMCL | Canção do ano                    | Ven                                                                            | Indicada   |
| 2009 | Prêmios AMCL | Canção do ano                    | Contigo quiero caminar                                                         | Indicada   |
| 2009 | Prêmios AMCL | Álbum do ano                     | El mismo cielo                                                                 | Ganhadora  |
| 2009 | Prêmios AMCL | Vocalista feminina do ano        | Marcela Gándara                                                                | Indicada   |
| 2009 | Prêmios AMCL | Qualidade sonora do álbum        | El mismo cielo                                                                 | Indicada   |
| 2009 | Prêmios AMCL | Composição do ano                | El mismo cielo                                                                 | Indicada   |
| 2009 | Prêmios AMCL | Canção de divulgação do ano      | Pensaba en ti                                                                  | Indicada   |
| 2009 | Prêmios AMCL | Música pop/contemporânea do ano  | El mismo cielo                                                                 | Ganhadora  |
| 2009 | Prêmios AMCL | Mensagem de música do ano        | Pensaba en ti                                                                  | Ganhadora  |
| 2009 | Prêmios AMCL | Álbum ao vivo do ano             | Digno es el Señor (Edición especial)                                           | Indicada   |
| 2010 | Prêmios AMCL | Site do ano                      | marcelagandara.com                                                             | Indicada   |
| 2012 | Prêmios AMCL | Álbum do ano                     | Hillsong Global Project - Español                                              | Indicada*  |
| 2012 | Prêmios AMCL | Vocalista feminina do ano        | Marcela Gándara                                                                | Indicada   |
| 2012 | Prêmios AMCL | Álbum ao vivo do ano             | Live                                                                           | Indicada   |
| 2016 | Prêmios AMCL | Música do ano                    | Indestructible (álbum de Funky)- Mi peor error (con Luis Raul Marrero - Funky) | Ganhador   |

## Discografia

### 2006
- Supe que me amabas
- Más que un anhelo
- Girando hacia ti
- Es una aventura
- Dame tus ojos
- dueto con Jesús Adrián Romero
- Un viaje largo
- Antes de ti
- En tu hogar
- Tu palabra
- Me haces crecer
- Quiero ver

### 2008
- Vine a adorarte
- Por las llagas
- Más fuerte que la vida
- Más allá de todo
- Tú estás aquí
- A ti sea la gloria
- dueto con Abel Zavala
- Digno es el Señor
- Alabanzas al Rey
- Establece tu reino
- bonus track
- Te necesito más que ayer
- bonus track
- Ven y llena esta casa
- bonus track

### 2009
- En tu hogar
- Antes de ti
- Es una aventura
- Plática
- Supe que me amabas
- Plática
- Más que un anhelo
- Más que un anhelo
- repetición
- Plática
- Tú estás aquí
- Quiero ver
- Intro Me haces crecer
- Me haces crecer
- A ti sea la gloria
- Enamorarme de Cristo
- inédita
- Plática final
- Girando hacia ti

- Pensaba en ti
- El mismo cielo
- Contigo quiero caminar
- Como río en primavera
- Ven
- Mi paraíso
- Guía nuestro camino
- dueto con Adrián Roberto Romero
- Valiente y esforzada
- Siempre estarás
- Lugar de intimidad
- Algo nuevo
- Cristo eres tú

### 2012
- En tu hogar
- Antes de ti
- Supe que me amabas
- Más que un anhelo
- Es una aventura
- Tú estás aquí
- dueto con Jesús Adrián Romero
- Girando hacia ti

### 2017
- Cascada
- No hay distancia
- Cerca estás
- Cantaré
- Cuan dulce amor
- Siempre fiel
- dueto con Evan Craft
- Cada despertar
- Si sabes dónde hallarlo
- dueto con Marcos Vidal
- Sobre todo
- Tu calor
- Aún hay más
- Por tanto tiempo
- dueto con Seth Condrey
- Arde (Bonus Track)